# Lagoa da Prata
Lagoa da Prata este un oraș în Minas Gerais (MG), Brazilia.